# République du Commonwealth

En rose, les républiques du Commonwealth.

Une république du Commonwealth (Commonwealth republic) est un des trente-six États indépendants membres du Commonwealth qui ont une forme républicaine de gouvernement. Contrairement aux quinze royaumes du Commonwealth, ils ne sont pas dans une union personnelle, le souverain du Royaume-Uni n'est pas le chef d'État, ni un autre monarque. Si le roi Charles III est bien le chef du Commonwealth dont ces républiques sont membres, il n'a aucun pouvoir politique ou institutionnel dans ces dernières.
Trente-deux de ces républiques sont d'anciennes colonies britanniques qui ont évolué en république de différentes manières. Dans la plupart des cas, ces pays ont accédé à l'indépendance comme dominion (ex : Afrique du Sud en 1910, Inde et Pakistan en 1947) ou royaume du Commonwealth et sont devenus république plus tard. Dans certains cas, les pays sont devenus république après avoir obtenu leur indépendance d'un autre pays comme le Bangladesh lorsqu'il s'est séparé du Pakistan en 1971. Les dernières anciennes colonies à être devenus république du Commonwealth sont Maurice en 1992 et la Barbade en 2021. Les seuls États à ne pas avoir été membres de l'Empire britannique sont le Mozambique, ancienne colonie portugaise, le Rwanda, ancienne colonie allemande puis belge, ainsi que le Gabon et le Togo, anciennes colonies françaises. Ce sont les quatre membres les plus récents de l'organisation.
Les républiques du Commonwealth sont les États suivants :
- Afrique du Sud (en) Republic of South Africa, formellement la république d'Afrique du Sud ;
- Bangladesh (en) People's Republic of Bangladesh, formellement la république populaire du Bangladesh ;
- Barbade (en) Barbados (contrairement à la plupart des pays, la Barbade n'a pas de nom de forme longue[1]) ;
- Botswana (en) Republic of Botswana, formellement la république du Botswana ;
- Cameroun (en) Republic of Cameroon, formellement la république du Cameroun ;
- Chypre (en) Republic of Cyprus, formellement la république de Chypre ;
- Dominique (en) Commonwealth of Dominica, formellement le Commonwealth de Dominique ;
- Fidji (en) Republic of Fiji, formellement la république des Fidji ;
- Gabon (en) Gabonese Republic, formellement la République gabonaise ;
- Gambie (en) Republic of the Gambia, formellement la république de Gambie ;
- Ghana (en) Republic of Ghana, formellement la république du Ghana ;
- Guyana (en) Co-operative Republic of Guyana, formellement la république coopérative du Guyana ;
- Inde (en) Republic of India, formellement la république de l'Inde ;
- Kenya (en) Republic of Kenya, formellement la république du Kenya ;
- Kiribati (en) Republic of Kiribati, formellement la république des Kiribati ;
- Malawi (en) Republic of Malawi, formellement la république du Malawi ;
- Maldives (en) Republic of Maldives, formellement la république des Maldives ;
- Malte (en) Republic of Malta, formellement la république de Malte ;
- Maurice (en) Republic of Mauritius, formellement la république de Maurice ;
- Mozambique (en) Republic of Mozambique, formellement la république du Mozambique ;
- Namibie (en) Republic of Namibia, formellement la république de Namibie ;
- Nauru (en) Republic of Nauru, formellement la république de Nauru ;
- Nigeria (en) Federal Republic of Nigeria, formellement la république fédérale du Nigeria ;
- Ouganda (en) Republic of Uganda, formellement la république d'Ouganda ;
- Pakistan (en) Islamic Republic of Pakistan, formellement la république islamique du Pakistan ;
- Rwanda (en) Republic of Rwanda, formellement la république du Rwanda ;
- Samoa (en) Independent State of Samoa, formellement l'État indépendant des Samoa[2] ;
- Seychelles (en) Republic of Seychelles, formellement la république des Seychelles ;
- Sierra Leone (en) Republic of Sierra Leone, formellement la république de Sierra Leone ;
- Singapour (en) Republic of Singapore, formellement la république de Singapour ;
- Sri Lanka (en) Democratic Socialist Republic of Sri Lanka, formellement la république socialiste démocratique du Sri Lanka ;
- Tanzanie (en) United Republic of Tanzania, formellement la république unie de Tanzanie ;
- Togo (en) Togolese Republic, formellement la République togolaise ;
- Trinité-et-Tobago (en) Republic of Trinidad and Tobago, formellement la république de Trinité-et-Tobago ;
- Vanuatu (en) Republic of Vanuatu, formellement la république de Vanuatu ;
- Zambie (en) Republic of Zambia, formellement la république de Zambie.